# Jeremy Tyler
Pour les articles homonymes, voir Tyler.
Jeremy Tyler est un joueur professionnel américain de basket-ball né le 1er juin 1991 à San Diego (Californie, États-Unis). Tyler mesure 2,08 m et joue aux postes de pivot et d'ailier fort.

## Biographie
Tyler joue au lycée de San Diego et marque en moyenne 28,7 points par rencontre pendant son année junior (2008-2009). Il annonce en octobre 2008 son intention de faire sa carrière universitaire aux Cardinals de l'université de Louisville (Kentucky).
Cependant, en août 2009, il décide de ne pas effectuer sa dernière année de lycée, se plaignant du trop grand nombre de fautes qu'il subit pendant les rencontres. Il signe un contrat professionnel avec le Maccabi Haïfa qui joue en première division israélienne. Ce choix de jouer professionnellement implique qu'il ne peut se présenter à la draft de la NBA avant celle de 2011.
En mars 2010, avant la fin de la saison, Tyler abandonne le Maccabi et rentre à San Diego après 10 rencontres où il n'arrive pas à s'insérer dans l'effectif du Maccabi et est critiqué pour son manque de professionnalisme. Il marque 2,1 points et prend 1,9 rebond en moyenne pour 7,6 minutes de jeu,.
Le 29 juillet 2010, il signe un contrat avec les Tōkyō Apache de la Bj League, la première division japonaise.
Longtemps vu comme un premier tour de la draft 2011, voire comme un premier choix, l'échec de Tyler diminue son rang et il est projeté au deuxième tour de la draft. Il est choisi au deuxième tour (39e position) par les Bobcats de Charlotte puis envoyé aux Warriors de Golden State. Il joue ensuite en NBDL, pour les Wizards du Dakota et les Warriors de Santa Cruz. En février 2013, il fait partie d'un échange entre les Warriors et les Hawks d'Atlanta. Il joue une rencontre avec les Hawks avant d'être licencié.
En août 2013, il signe un contrat de deux ans avec les Knicks de New York. Il se fracture le pied et se fait opérer en septembre 2013.

## Records en NBA
Les records personnels de Jeremy Tyler, officiellement recensés par la NBA sont les suivants :
| Type de statistique        | Saison régulière | Saison régulière      | Saison régulière |
| Type de statistique        | Record           | Adversaire            | Date             |
| -------------------------- | ---------------- | --------------------- | ---------------- |
| Points                     | 17               | Celtics de Boston     | 28 janvier 2014  |
| Paniers marqués            | 7                | 2 fois                |                  |
| Paniers tentés             | 19               | Spurs de San Antonio  | 26 avril 2012    |
| Paniers à 3 points réussis |                  |                       |                  |
| Paniers à 3 points tentés  | 1                | Spurs de San Antonio  | 26 avril 2012    |
| Lancers francs réussis     | 4                | 2 fois                |                  |
| Lancers francs tentés      | 7                | @ Mavericks de Dallas | 20 avril 2012    |
| Rebonds offensifs          | 5                | 3 fois                |                  |
| Rebonds défensifs          | 8                | 2 fois                |                  |
| Rebonds totaux             | 11               | 2 fois                |                  |
| Passes décisives           | 2                | 5 fois                |                  |
| Interceptions              | 1                | @ Mavericks de Dallas | 20 avril 2012    |
| Contres                    | 3                | 2 fois                |                  |
| Balles perdues             | 5                | Spurs de San Antonio  | 26 avril 2012    |
| Minutes jouées             | 44               | Spurs de San Antonio  | 26 avril 2012    |

- Double-double : 2 (au 16/04/2014)
- Triple-double : aucun.

## Palmarès
- Coupe de la Fédération libanaise : 
  - Vainqueur : 2025

## Vie privée
La petite amie de Tyler est Erin Wright, la fille d'Eazy-E.